# Distriktkrankenhaus Gawèye
Das Distriktkrankenhaus Gawèye (französisch: Hôpital de district de Gawèye, kurz Hôpital (de) Gawèye) ist ein Krankenhaus in der Stadt Niamey in Niger.

## Standort und Organisation
Das Krankenhaus befindet sich nördlich des Stadtviertels Gawèye im Arrondissement Niamey V. Es bildet administrativ ein eigenes Stadtviertel (französisch: quartier).
Das Distriktkrankenhaus Gawèye ist für die Versorgung der Bevölkerung des Gesundheitsdistrikts Niamey V zuständig, der flächenmäßig dem gleichnamigen Arrondissement entspricht. Die Gesundheitsdistrikte Nigers dienen der Planung, Umsetzung und Überwachung der nationalen Gesundheitspolitik. Das Distriktkrankenhaus Gawèye ist dabei die zentrale Einrichtung in Niamey V. Ferner gibt es zehn Gesundheitszentren (centres de santé intégrés) im Distrikt. Das ebenfalls in Niamey V gelegene Nationalkrankenhaus Lamordé untersteht anders als die Einrichtungen des Gesundheitsdistrikts nicht der städtischen, sondern der gesamtstaatlichen Verwaltung. Die weiteren Gesundheitsdistrikte in Niamey weisen keine eigenen Distriktkrankenhäuser auf.
Das Krankenhaus ist in sechs Abteilungen für folgende Bereiche gegliedert:
- Medizin/Pädiatrie
- Chirurgie/OP-Trakt
- Entbindungsstation
- Labor
- Verwaltung/Reinigung
- Röntgenabteilung[2]

Es verfügt insgesamt über 56 Betten und behandelte 2016 über 3000 Patienten je Trimester.

## Geschichte
Der Gesundheitsdistrikt Niamey V wurde 1997 geschaffen. Dessen Einrichtung wurde von Beginn an von der staatlichen belgischen Agentur für Entwicklungszusammenarbeit unterstützt.
Das Distriktkrankenhaus Gawèye wurde 1999 mit der Inbetriebnahme des OP-Trakts eröffnet. Es wurde 2011 mit einer Solarstromversorgung ausgestattet. Die Röntgenabteilung musste im Juni 2013 wegen eines Geräteschadens vorübergehend außer Betrieb genommen werden. Von Juni 2014 bis Juni 2015 erfolgte mit finanzieller Unterstützung Belgiens eine Sanierung und Erweiterung.